# Rozino, Haskovo
Rozino (în bulgară Розино) este un sat în comuna Ivailovgrad, regiunea Haskovo,  Bulgaria. 

## Demografie
Componența etnică a satului Rozino
     Turci (47,36%)
     Bulgari (5,26%)
     Nicio identificare (47,36%)
     Altele (0%)
La recensământul din 2011, populația satului Rozino era de 57 locuitori. Nu există o etnie majoritară, locuitorii fiind turci (47,36%) și bulgari (5,26%). Pentru 47,36% din locuitori nu este cunoscută apartenența etnică.